# Kawasakia arxii
Kawasakia arxii är en svampart som först beskrevs av Van der Walt, M.T. Sm. & Y. Yamada, och fick sitt nu gällande namn av Y. Yamada & Nogawa 1995. Kawasakia arxii ingår i släktet Kawasakia och familjen Lipomycetaceae.   Inga underarter finns listade i Catalogue of Life.